# Halil İnalcık
Halil İnalcık (Istanbul, 26 maggio 1916 – Ankara, 25 luglio 2016) è stato uno storico e turcologo turco.
Specializzato nella storia dell'Impero ottomano, ha insegnato "Storia ottomana" dal 1972 al 1994 nella University of Chicago. Dal 1994 ha insegnato nella Università Bilkent (Bilkent Üniversitesi), in cui ha dato vita al Dipartimento di Storia.

## Biografia
Nato a Istanbul da una famiglia tatara originaria della Crimea, che abbandonò la penisola per Istanbul nel 1905. La sua data di nascita non è conosciuta ma İnalcık scelse il 26 maggio 1916 come sua data di nascita. Frequentò a Balıkesir le scuole magistrali e poi l'Università di Ankara, Facoltà di Lingua, Storia e Geografia, Dipartimento di Storia, dove si laureò nel 1940. Completò il suo percorso di formazione ottenendo un PhD nel 1943 nello stesso Dipartimento. La sua tesi di PhD riguardava la "Questione bulgara" nell'ultima fase dell'Impero ottomano.
Entrò nella stessa scuola come assistente, quindi divenne professore assistente nel 1946 e, dopo il suo ritorno dal lettorato tenuto all'Università di Londra per un certo periodo, divenne professore nel medesimo Dipartimento nel 1952. Fu lecturer in varie università statunitensi come professore ospite. Nel 1972 fu invitato a raggiungere l'Università di Chicago, dove insegnò Storia ottomana fino al 1993. Nel 1994 tornò in Turchia e fondò il Dipartimento di Storia dell'Università Bilkent dove rimane ancor oggi attivo.
Nel 1993 ha donato la sua preziosa biblioteca di libri, giornali e di estratti sulla storia dell'Impero ottomano alla Biblioteca dell'Università Bilkent.
È membro di numerose istituzioni scientifiche internazionali.

## Opere
- in inglese:
  - "The Policy of Mehmed II toward the Greek Population of Istanbul and the Byzantine Buildings of the City" (1968)
  - "Capital Formation in the Ottoman Empire" (1969), The Journal of Economic History, Vol. 29, No. 1, The Tasks of Economic History, pp. 97–140[4]
  - "Ottoman Policy and Administration in Cyprus after the Conquest" (1969)
  - History of the Ottoman Empire Classical Age / 1300–1600 (1973)
  - The Ottoman Empire: Conquest, Organization and Economy (1978)
  - Studies in Ottoman Social and Economic History (1985)
  - The Middle East and the Balkans under the Ottoman Empire: Essays on Economy and Society (1993)
  - An Economic and Social History of the Ottoman Empire, 1300–1914 (con Donald Quataert, 1994)
  - From Empire to Republic: Essays on Ottoman and Turkish Social History (1995)
  - Sources and Studies on the Ottoman Black Sea: The Customs Register of Caffa 1487–1490 (1996)
  - Essays in Ottoman History (1998)

- in turco:
  - Osmanlı İmparatorluğu Klasik Çağ 1300–1600 ("L'età classica dell'Impero ottomano") (2003)

## Riconoscimenti
- Medaglia d'onore TÜRKSOY.[5]